# (2578) Saint-Exupéry
(2578) Saint-Exupéry er en asteroide der indledningvis havde den midlertidige betegnelse 1975 VW3 Den blev opdaget af den russiske astronom; Tamara Smirnova d. 2. nov. 1975. Asteroiden er opkaldt efter den franske pilot og forfatter; Antoine de Saint-Exupéry, nok mest kendt for novellen Den lille Prins. Den er ca. 17 Km i diameter og er 5 år og 2 mdr. om et kredsløb om Solen.
Saint-Exupéry tilhører gruppen af Eos-asteroider, der bevæger sig i resonans med Jupiter.
En anden asteroide er navngivet; (46610) Bésixdouze (på dansk; Besekstolv - B612). B612 er den fiktive asteroide som den Lille Prins bor på.

### Faktuelle data
- JPL Small-Body Database Browser, Hentet 29. juli 2017.

| Astronomi | Spire Denne artikel om astronomi er en spire som bør udbygges. Du er velkommen til at hjælpe Wikipedia ved at udvide den. |